# 猪牙舟

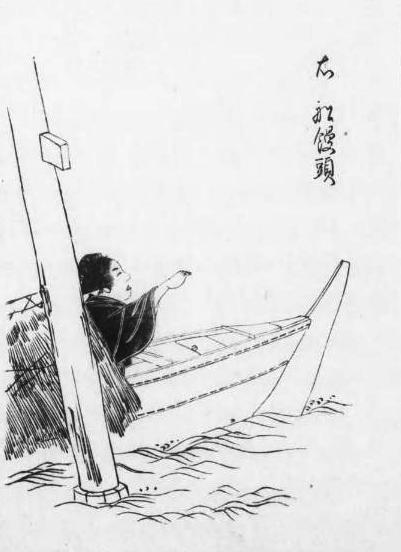
猪牙舟。江戸職人歌合. 石原正明著 (片野東四郎, 1900)

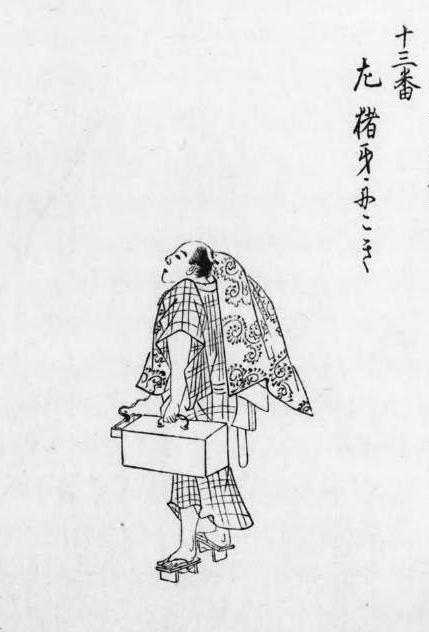
猪牙舟漕ぎ。江戸職人歌合. 石原正明著 (片野東四郎, 1900)

猪牙舟・猪牙船(ちょきぶね)は、猪の牙のように、舳先が細長く尖った屋根なしの小さい舟。江戸市中の河川で使われたが、浅草山谷にあった吉原遊廓に通う遊客がよく使ったため山谷舟とも呼ばれた。長さが約30尺、幅4尺6寸と細長く、また船底をしぼってあるため左右に揺れやすい。そのため櫓でこぐ際の推進力が十分に発揮されて速度が速く、狭い河川でも動きやすかった。速さを重視し、船頭の数を増やした「二挺櫓」や「三挺櫓」も存在したが、柳橋から吉原への往復が大工1日分の手取り（現代に換算すると、ワンルームマンションの月額家賃）に匹敵するほど運賃が高く、極道の息子しか乗らない「勘当舟」と呼ばれることもあった。舟には布団が一枚常備され、吉原から朝帰りする者は、半分に折った布団に包まり仮眠を取ったが、その様子は遠目に見ると柏餅のように見えたという。
語源は、明暦年間に押送船の船頭・長吉が考案した「長吉船」という名前に、形が猪の牙に似ていることとをかけて猪牙と書くようになったという説と、小早いことをチョロ・チョキということからつけられたとする説、川の上にちょんと乗っているように見えるため「ちょんき舟」が訛った説の3つがある。
船頭は若衆が務めることが多く、小唄を唄いながら着流しの裾を川風で翻らすのが粋とされた。また上記の理由で、棹捌きの良い船頭にしか務まらず、屋根船より高給取りではあったが、「棹は三年、櫓は三月」と呼ばれるほど習得が難しかった。また逢引きにしばしば利用されたため、粋な計らいをするために恋愛の駆け引きの知識も求められた。